# Пежо тип 14
Пежо тип 14 (фр. Peugeot Type 14) је био мали аутомомобил произведен између 1897. и 1898. од стране француског произвођача аутомобила Пежо у њиховој фабрици у Оданкуру. У том периоду је произведено 18 јединица.
Аутомобил је покретао Пежоов четворотактни, двоцилиндрични мотор снаге 4 КС и запремине 1645 cm³. Мотор је постављен хоризонтално позади и преко ланчаног преноса давао погон на задње точкове. То је био први модел са мотором који је прозвео Пежо, а не мотор Дајмлера.
Међуосовинско растојање је 1450 мм. Дужина возила је 2300 мм и висина 140 цм. Аутомобил је био двосед.